# Система впрыска воды
Впрыск воды в топливо-воздушную смесь двигателей внутреннего сгорания используется для дополнительного охлаждения двигателя и временного повышения его характеристик (форсажа).
Впрыск воды (чаще — смеси 50 % воды и 50 % спирта-метанола) получил широкое распространение во время Второй мировой войны на истребителях при работе на форсажных режимах (см. MW 50).
Вода или смесь впрыскивается во впускной коллектор в определённых пропорциях к топливовоздушной смеси (обычно от 12,5 % до 25 %) и потоком увлекается в камеры сгорания. Обеспечивает уменьшение детонационного порога по причине большой теплоёмкости воды, которая охлаждает рабочую смесь и разогретые детали двигателя, и высокого октанового числа спирта. В результате возникает возможность использовать топливо с более низким октановым числом, уменьшается термическая нагрузка на детали двигателя. Также распыляемая впрыском вода охлаждает сжатый в турбокомпрессорах воздух, позволяя повысить степень сжатия без возникновения детонации. При воспламенении топливо-воздушной смеси, распылённые в ней капли воды вскипают, при этом образующийся из них пар стремится увеличиться в объёме примерно в 1700 раз, помогая рабочим газам толкать поршни в цилиндрах.
Из относительно современных автомобилей — система впрыска воды использовалась на турбированном Saab 99 Turbo. И используется на BMW M4. После появления интеркулеров подобные системы, по сути, потеряли смысл, но до сих пор широко предлагаются за границей на вторичном рынке автозапчастей и тюнинг-китов. Некоторый интерес к системам впрыска воды возникает в последнее время также в связи с потенциальной возможностью снижения вредных выбросов благодаря более совершенному компьютерному регулированию впрыска воды.

## Применение
в Германии
Во время Второй мировой войны активно применялась система MW 50.
в США
Применение её в поршневых двигателях Пратт-Уитни по 2000 л.с. среднего бомбардировщика Дуглас A-26 «Инвэйдер» позволило увеличить их мощность сперва до 2200 л.с., потом — до 2400 л.с.
На тракторах
В 1920-х — 30-х годах система впрыска воды в карбюратор применялась на некоторых тракторах, в частности американском International 10/20. Впрыск воды повышал детонационную стойкость рабочей смеси, что позволяло использовать в качестве топлива дешёвый керосин (хотя пускался и прогревался двигатель на бензине).